# شومرلايا
شومرلايا (بالروسية: Шумерля) هي إحدى مدن روسيا في الكيان الفدرالي الروسي تشوفاشيا.